# 大江皇女
大江皇女（おおえのひめみこ）は、天智天皇の皇女、母は忍海造色夫古娘。同母弟妹に川島皇子と泉皇女がいる。天武天皇の妃。

## 生涯
天武天皇の妃となり、長皇子、弓削皇子を生む。二男弓削皇子が文武天皇3年（699年）7月21日に没したのち、後を追うように同年12月3日に薨去した。位階は浄広弐。皇女かつ天皇の妃の一人でありながら、史料への露出は乏しく、事績は不明な点が多い。

## 血縁
- 父：天智天皇
- 母：忍海造色夫古娘（父：忍海造小竜）
- 同母弟妹：川島皇子 、泉皇女

- 夫：天武天皇
  - 子：長皇子
  - 子：弓削皇子